# Jörg Freimuth
Jörg Freimuth, né le 10 septembre 1961 à Rathenow (Brandebourg), est un ancien athlète est-allemand spécialiste du saut en hauteur.
Aux Jeux olympiques d'été de 1980 à Moscou, il a remporté la médaille de bronze. Deux ans plus tard, il arrêta la compétition si bien que sa médaille olympique resta sa seule distinction internationale.

## Palmarès

### Jeux olympiques
- Jeux olympiques de 1980 à Moscou ( Union soviétique)
  -  Médaille de bronze au saut en hauteur

### Championnats d'Europe d'athlétisme en salle
- Championnats d'Europe d'athlétisme en salle de 1981 à Grenoble ( France)
  - 7e au saut en hauteur